# Berlise
Berlise – miejscowość i gmina we Francji, w regionie Hauts-de-France, w departamencie Aisne.
Według danych na styczeń 2014 roku gminę zamieszkiwały 124 osoby, a gęstość zaludnienia wynosiła 18,8 osób/km². 
Od 2008 roku merem Berlise jest Michaël Jacques, który został wybrany ponownie w ostatnich wyborach (2014 r.) na kolejne 6 lat.